# Кутлубулатово
Кутлубулатово (баш. Ҡотлобулат) — деревня в Мелеузовском районе Республики Башкортостан Российской Федерации. Входит в состав Абитовского сельсовета.

## География

### Географическое положение
Находится на левом берегу реки Нугуш.
Расстояние до:
- районного центра (Мелеуз): 20 км,
- центра сельсовета (Басурмановка): 3 км,
- ближайшей ж/д станции (Мелеуз): 20 км.

## Население
| 2002 | 2009 | 2010 |
| ---- | ---- | ---- |
| 191  | ↗236 | ↘219 |

Национальный состав
Согласно переписи 2002 года, преобладающая национальность — башкиры (91 %).